# Composició amb groc, blau i vermell
Composició amb groc, blau i vermell és un pintura a l'oli de l'artista neerlandès Piet Mondrian elaborat entre els anys 1937 i 1942. L'obra forma part de la col·lecció permanent de la Tate Modern de Londres.
La doble data d'elaboració (de 1939 a 1942) d'aquesta obra sembla fer referència al fet que fos començada durant l'estada de Mondrian a Londres i fos acabada després de la seva mudança a Nova York, però Robert P. Welsh va descobrir que apareix en una fotografia de l'estudi de Mondrian de París presa pel fotògraf neerlandès Oorthuys de l'any 1937 o 1938, i que, per tant, va ser començada a París. Això justificaria el fet que el quadre fos pintat en un llenç francès amb un segell del proveïdor d'art Lefebvre-Foinet. La imatge el mostra sobre un suport recolzat a la paret. Malgrat algunes diferències i el fet que la part inferior del quadre quedi amagada en la imatge, no hi ha dubte qué és aquest el quadre que hi apareix. Segons el catàleg d'on s'ha extret la imatge, va ser feta l'any 1938, però Oorthuys opina que va ser feta durant l'Exposició Universal de París de 1937.